# 平原霸鹟
，是雀形目霸鹟科的一种鸟类，属于单型的平原霸鹟属（学名：Suiriri）。
平原霸鹟体重约14.53克，翼长约74.4毫米，喙宽度约4.4毫米，喙厚度约4.5毫米，嘴峰长约14.3毫米，跗蹠长约18.9毫米，尾长约66毫米。
平原霸鹟是留鸟，栖息在林地，它们是食肉动物，主要以昆虫、蜘蛛等陆生无脊椎动物为食。

## 亚种
- Suiriri suiriri burmeisteri，分布在苏里南、巴西东部至玻利维亚西北部。
- Suiriri suiriri bahiae，分布在巴西的帕拉伊巴州、伯南布哥州、巴伊亚州东北部和皮奥伊州东部。
- Suiriri suiriri suiriri，分布在巴西西南部至巴拉圭、乌拉圭、玻利维亚和阿根廷北部。[4]